# Resolutie 448 Veiligheidsraad Verenigde Naties
Resolutie 448 van de Veiligheidsraad van de Verenigde Naties werd op 30 april 1979 aangenomen. Twaalf leden stemden voor en geen enkel lid stemde
tegen deze resolutie. Frankrijk, het Verenigd Koninkrijk en de Verenigde Staten onthielden zich bij de stemming.

## Achtergrond
Het blanke, door de VN illegaal verklaarde minderheidsregime dat zichzelf in 1965 onafhankelijk had verklaard van het Verenigd Koninkrijk probeerde zijn bestaan met behulp van verkiezingen te wettigen. Daar gingen de VN, die enkel verkiezingen onder VN-toezicht aanvaardden, niet op in.

## Inhoud
De Veiligheidsraad:
- Herinnert aan de resoluties 253, 403, 411, 423, 437 en 445.
- Heeft de verklaring van de Afrikaanse Groep (van VN-lidstaten) gehoord.
- Heeft ook de verklaring van het Zimbabwaans Patriottisch Front gehoord.
- Herbevestigt resolutie 445 die verkiezingen die door het illegale racistische regime georganiseerd zouden worden nietig verklaarde.
- Vreest dat het illegale regime zal doorgaan met de verkiezingen.
- Is ervan overtuigd dat deze zogenaamde verkiezingen geen uitoefening van het recht van het volk op zelfbeschikking en onafhankelijkheid zijn en enkel dienen om het racistische regime van de blanke minderheid voort te zetten.
- Herbevestigt het recht van het volk op zelfbeschikking en onafhankelijkheid en de wettigheid van hun strijd hiervoor.
- Denkt eraan dat alle lidstaten de VN-resoluties moeten naleven.

1. Veroordeelt alle pogingen van het illegale regime, inclusief de zogenaamde verkiezingen, om het regime te behouden en verlengen.
2. Herbevestigt dat het resultaat van de verkiezingen nietig zal zijn.
3. Herhaalt zijn oproep aan alle landen om de verkiezingen niet te erkennen en de sancties tegen Zuid-Rhodesië strikt na te leven.

## Verwante resoluties
- Resolutie 437 Veiligheidsraad Verenigde Naties
- Resolutie 445 Veiligheidsraad Verenigde Naties
- Resolutie 455 Veiligheidsraad Verenigde Naties
- Resolutie 460 Veiligheidsraad Verenigde Naties

Lijst ·  444 ·  445 ·  446 ·  447 ·  448 ·  449 ·  450 ·  451 ·  452 ·  453 ·  454 ·  455 ·  456 ·  457 ·  458 ·  459 ·  460 ·  461